# Vledder
Vledder est un village situé dans la commune néerlandaise de Westerveld, dans la province de Drenthe. Le 1er janvier 2008, le village comptait 1 890 habitants.
Vledder était une commune indépendante jusqu'au 1er janvier 1998. À cette date, la commune fusionna avec celles de Dwingeloo, Havelte et Diever pour former la nouvelle commune de Westerveld.

## Personnalités
- Klaske Hiemstra, née en 1954 à Vledder, écrivaine néerlandaise de langue frisonne.